# Йоаким Зъхненски
Йоаким (на гръцки: Ιωακείμ) е гръцки духовник, митрополит на Цариградската патриаршия, обявен за светец след смъртта си.

## Биография
Роден е в Сяр. Остава сирак на 20 години и е отгледан от завърналия се от Света гора свой чичо Йоаникий. Също става монах и приема името Йоаким. Двамата търсят уединено място в източната част на Сминица, за да се усамотят и открива малка изоставена килия, от която е останал само наоса, посветен на паметта на светиите Козма и Дамян. След като го възстановяват (преди 1275 г.) създават монашеско общежитие. Няколко години преди 1279 г. другите монаси се оттеглят от манастира и Йоан и племенникът му търсят друга не недостъпна зона на запад, като живеят за кратко в пещера, преди да слязат и основат известния манастир на Йоан Кръстител.
През 1288 г. е ръкоположен за епископ на Зъхна. През 1329 година епархията му е издигната в митрополия. В края на живота си, след смъртта на чичо му Йоаникий, заминава за Серския манастир и приема голяма схима под името Йоан (Ιωάννης). Умира в 1333 година. Погребан е в църквата на манастира.
Заради съвършения му и аскетичен живот в 1505 година е обявен за светец.